# سيدريك جاكسون
سيدريك جاكسون (بالإنجليزية: Cedric Jackson)‏ مواليد 5 مارس 1986 في ألاموغوردو، هو لاعب كرة سلة أمريكي بدأ مسيرته الاحترافية في سنة 2009 يلعب مع فريق ملبورن يونايتد في الدوري النيوزيلندي لكرة السلة كلاعب هجوم خلفي. يبلغ طوله 6 قدم 3 بوصة (1.9 م).

## فرق لعب لها
- كليفلاند كافالييرز
- سان أنطونيو سبرز
- واشنطن ويزاردز
- نيو باسكت برينديزي
- نيو زيلاند بريكرز

## إحصائيات المسيرة

### الرابطة الوطنية لكرة السلة

#### الموسم الاعتيادي
| السنة   | الفريق             | لعب | بدأ | دقيقة | ميداني% | ثلاثية | حرة  | ارتداد | صنع | استلاب | تصدي | نقطة |
| ------- | ------------------ | --- | --- | ----- | ------- | ------ | ---- | ------ | --- | ------ | ---- | ---- |
| 2009–10 | كليفلاند كافالييرز | 5   | 0   | 2.0   | .000    | .000   | .250 | .2     | .4  | .0     | .0   | .2   |
| 2009–10 | سان أنطونيو سبرز   | 3   | 0   | 8.3   | .286    | .000   | .750 | 1.3    | 2.0 | 1.0    | .7   | 2.3  |
| 2009–10 | واشنطن ويزاردز     | 4   | 0   | 9.8   | .364    | .333   | .750 | .8     | 1.5 | .0     | .0   | 3.0  |
| المسيرة |                    | 12  | 0   | 6.2   | .300    | .167   | .583 | .7     | 1.2 | .3     | .2   | 1.7  |

## روابط خارجية
- سيدريك جاكسون على موقع إن بي أي (الإنجليزية)
- سيدريك جاكسون على موقع سبورتس رفرنس (الإنجليزية)
- سيدريك جاكسون على موقع كرة السلة الأوروبية.كوم (الإنجليزية)
- سيدريك جاكسون على موقع كلية كرة السلة في سبورتس رفرنس.كوم (الإنجليزية)
- سيدريك جاكسون على موقع ريلجم (الإنجليزية)
- سيدريك جاكسون على موقع بروبوليرز (الإنجليزية)
- سيدريك جاكسون على موقع سبورتس رفرنس (الإنجليزية)
- سيدريك جاكسون على موقع سبورتس رفرنس (الإنجليزية)